# Seguro contra daños
El seguro contra daño lo podemos definir como aquel contrato de seguro que pretende el resarcimiento de un daño patrimonial sufrido por el asegurado. Daño que puede producirse por una destrucción o deterioro de un bien concreto (seguro de daños en las cosas), por frustración de unas fundadas expectativas legítimamente esperadas (seguro de lucro cesante) y por una disminución del patrimonio (seguro de patrimonio).
El principio general de estos seguros de daños consiste en que el seguro no puede situar al asegurado en mejor posición de la que tiene en el momento inmediatamente anterior al acaecimiento del siniestro. El principio indemnizatorio viene definido por su conexión con el principio de enriquecimiento injusto (art. 26 Ley 50/1980 de Contrato de Seguro).
La ratio del principio indemnizatorio se encuentra en la propia función social del seguro de daños dirigido a la conservación de la riqueza.
Los elementos personales y reales del contrato de seguro de daños
no presentan ninguna especificidad, de igual forma que respecto a la póliza, aunque si bien respecto de ésta señalar la posibilidad de pólizas estimadas en el contrato de seguro de daños que suponen una excepción al principio general de fijación del interés en el momento del siniestro, ya que las partes fijan de común acuerdo un valor del interés, que normalmente es objeto de seguro pleno. El asegurado solo podrá impugnar el valor estimado cuando su aceptación ha sido prestada con violencia, intimidación o dolo, o cuando por error la estimación sea notablemente superior al valor real, correspondiente al acaecimiento del siniestro, fijado pericialmente.

## Transmisión del Interés Asegurado
La transmisión del objeto asegurado comporta la del seguro, salvo pacto en contrario en condición general para las pólizas nominativas de riesgos no obligatorias. La transmisión debe ser comunicada al asegurador por escrito en el plazo de 15 días, el cual puede ejercitar el derecho de rescisión frente al adquirente. Igual derecho ostenta el adquirente. Si se rescinde por el asegurador debe restituir las primas no consumidas. Si se rescinde por el asegurado, la prima la hace suya el asegurador.
Esta disciplina de la transmisión se aplica igualmente a los supuestos de muerte, suspensión de pagos, quiebra, quita y espera, concurso del tomador o del asegurado.
La facultad de rescisión no la tienen las pólizas emitidas a la orden o al portador; ello debido a la naturaleza de las mismas para la circulación de la póliza.

## Liquidación del Siniestro
El asegurado debe probar la preexistencia de los objeto asegurados, constituyendo, una presunción a su favor el contenido de la póliza.
Si las partes no se ponen de acuerdo sobre la valoración de los daños, esta se hará por medio de peritos. La designación de los peritos se hará por las partes. Si una parte no designa perito, se entiende que acepta el de la otra parte, siempre que haya existido un requerimiento de la otra parte y el transcurso de ocho días naturales.
Si hay acuerdo entre las partes, se reflejará en un acta conjunta, en la que se hará constar las causas del siniestro, la valoración de los daños, las demás circunstancias que influyan en la determinación de la indemnización y la propuesta de indemnización.
(En el Seguro Agrícola, normalmente el Asegurado acepta contractualmente el Perito evaluador de daños -Ingeniero Agrónomo- que enviará la Aseguradora. Se prevén mecanismos arbitrales para el caso en que Asegurado no acepte el peritaje. La cantidad de días en que prescriben los plazos -para denunciar un siniestros, para realizar el peritaje- varían con las empresas, los países y las diferentes legislaciones. En cuanto al acta donde se establecen los daños -Acta de Peritaje- debería ser fruto de una medición objetiva, agronómica, de los daños, y no de un "acuerdo" que necesariamente contendría elementos subjetivos en un tema que puede representar importantes montos de dinero.)
Si no hay acuerdo entre los peritos se debe nombrar un tercer perito de conformidad y de no existir esta, la designación la hará el juez de 1.ª Instancia del lugar donde se hallaren los bienes, en acto de jurisdicción voluntaria.
El dictamen de las peritos, por unanimidad o mayoría, se notificará a las partes de manera inmediata y de forma indubitada, debiendo ser vinculante para ellos, salvo impugnación judicial dentro del plazo de 30 días en el caso de asegurador o 180 días para el asegurado, computándose ambos plazos desde la fecha de la notificación del dictamen.
Si no lo impugna el asegurador, deberá pagar en el plazo de 5 días, y si no lo hace la indemnización se incrementará un 20% y con las costas judiciales en caso de reclamación judicial del asegurado. Si impugna el asegurador el dictamen pericial deberá pagar el importe mínimo ofrecido al asegurado.
Cada parte pagará los honorarios de sus peritos, que pueden ser objeto de cobertura asegurativa específica. Los del tercer perito y demás gastos serán por mitad, si bien cabe imputar la responsabilidad de todos los gastos a la parte que los haya provocado siempre que la valoración del daño sea manifiestamente desproporcionada.
(Este último párrafo, y el anterior, así como varios de los que siguen, refieren al caso particular de España. Repetimos que las características menores -días de plazos, mecanismos judiciales, costos, etc.- son diferentes en cada país.)

## Situación de los Acreedores Hipotecarios, Pignoraticios y Privilegiados
La Ley de contrato de seguros contempla la tutela de los acreedores hipotecarios, pignoraticios y privilegiados estableciendo la subrogación real de la indemnización en lugar del bien siniestrado, así como el deber de información de asegurador, de manera que el impago de la prima deberá serles notificado, siendo inoponible la extinción del contrato hasta que transcurra un mes desde que se les comunicó el hecho que motivó la extinción. Suspendiéndose el pago de la indemnización en tanto no se presten las garantías crediticias. En caso de conflicto el asegurador viene obligado al depósito de la indemnización conforme al art. 1.176 del Código Civil.

## Subrogación del Asegurador
La subrogación del asegurador, la menciona el artículo 43 de la Ley 50/80, de 8 de octubre del Contrato de Seguro y es típica del seguro contra daños, no siendo operativa en el seguro de personas excluido expresamente por el artículo 82 de la citada ley. Consiste en el ejercicio por parte del asegurador de los derechos que tenía el asegurado o el tomador y también de entablar las acciones correspondientes contra el causante del daño. La legitimación de este derecho se sustenta en evitar que el asegurado se enriquezca mediante el ejercicio simultáneo de las acciones de daño y de seguro. Esta perrogativa del asegurador, no es de carácter imperativo, sin embargo, el asegurador no podrá subrogarse contra el propio asegurado, contra las personas por quienes deba responder civilmente, o contra las personas o parientes que convivan con él, a no ser, que la responsabilidad proceda de la conducta dolosa de estas personas, en cuyo caso, estas exclusiones no tendrán efecto; o bien, en un seguro de responsabilidad conforme al artículo 43.3 del mismo cuerpo legal.

## Tipos Contractuales del Seguro de Daños
Bajo la denominación genérica de Seguro contra Daños, la Ley española regula 8 tipos distintos de seguros:
- el de incendio
- el de robo
- el de transporte terrestre
- el de lucro cesante
- el de caución
- el de crédito
- el de responsabilidad civil y de responsabilidad civil profesional
- el reaseguro.

Los tres primeros: incendio, robo y transporte terrestre, son seguros de daños en sentido estricto, al interés asegurado recae sobre cosas concretas y determinadas; los otros cinco son seguros de patrimonio, en los que el interés que se asegura afecta al patrimonio general del asegura¬do y no a bienes concretos y determinados.
Fuera de los seguros contra daños regulados en la Ley hay otros que también entrarían en esa denominación genérica, así: los seguros agrícolas, los de automóviles en general y responsabilidad civil del cazador.

### Seguro de Incendios
La Ley lo define como aquel contrato de seguro por el que el asegurador se obliga dentro de los límites establecidos en la ley y en el contrato a indemnizar los daños producidos por incendio en el objeto asegurado.
Se considera incendio, la combustión y el abrasamiento con llama, capaz de propagarse, de un objeto u objetos que no estaban destinados a ser quemados en el lugar y momento en que se produce.
Los bienes asegurados deben ser descritos en la póliza, la ley en su art. 46 describe los bienes que se incluyen en la noción de mobiliario: las cosas de uso ordinario o común del asegurado, de sus familiares, dependientes y de las demás personas que con él convivan, excluyéndose, salvo pacto en contrario, de la cobertura del seguro los daños que cause el incendio en valores mobiliarios públicos o privados, efectos de comercio, billetes de Banco, piedras y metales preciosos, objetos artísticos y otros objetos de valor que se hallaren en el objeto asegurado aunque se prueben su existencia y destrucción y deterioro por el siniestro. Si se incluye los daños ocasionados por la adopción de medidas por la autoridad o el asegurado para impedir, cortar o extinguir el incendio, los gastos de transporte o salvamento de los objetos asegurados y su desaparición, salvo que el asegurador demuestre que fueron robados.
No quedan cubiertos los llamados daños indirectos como el cambio de alineación en los edificios siniestrados, la falta de alquiler o uso, la rescisión del contrato, la suspensión o cesación del trabajo, la falta de ganancias o cualquier otro perjuicio análogo.
La obligación de indemnizar se impone cuando el incendio se origine por caso fortuito, malquerencia de extraños y negligencia propia o de las personas de quienes se responde civilmente, pero no de los causados por dolo o culpa grave del asegurado, y siempre que la destrucción o deterioro de los objetos sobre los que recae el interés asegurado ocurra en el lugar descrito en la póliza, a menos que su traslado hubiera sido previamente aceptado por el asegurador.
Esta modalidad de seguro puede también cubrir, mediante una sobreprima, el riesgo locativo y el recurso de vecinos. Así el riesgo locativo se refiere tanto a la responsabilidad del asegurado, inquilino del edificio siniestrado, frente al propietario del mismo, como a la responsabilidad del propietario frente a los inquilinos, o incluso frente a terceros.
El riesgo llamado recurso de vecinos es el relativo a la responsabilidad civil, conse¬cuencia de las acciones que contra el asegurado pueda ejecutar un tercero, derivadas de la propagación del incendio.
En cuanto a la duración del contrato de seguro de incendio se regulará en las condiciones generales, si se estipula por un período a su vencimiento se entenderá prorrogado tácitamente por un período no superior a un año.

### Seguro contra el Robo
Se define como aquel contrato de seguro por el cual el asegurador se obliga, dentro de los límites establecidos en la ley y en el contrato, a indemnizar los daños derivados de la sustracción ilegítima por parte de terceros de las cosas aseguradas.
La cobertura comprende el daño causado por la comisión del delito en cualquiera de sus formas. Extendiéndose la indemnización, no solo al valor del interés del bien asegurado, sino también a los daños que se deriven de la comisión del delito, que puedan delimitarse con mayor o menor amplitud en la póliza.
Salvo pacto en contrario, se excluyen los riesgos extraordinarios asegurados por el Consorcio de Compensación. También se excluyen los siniestros ocasionados por negligencia grave del asegurado, del tomador o de las personas que de ellos dependan o que con ellos convivan, así como los acaecidos fuera del lugar descrito en la póliza o acaecidos en su transporte a no ser que ambas circunstancias hubieran sido expresamente consentidas por el asegurador.
Por último, se permite el abandono, si lo recoge el contrato, es decir, que el asegurado, cuando el objeto no sea hallado en un período, tiene derecho a exigir la totalidad de la suma asegurada a cambio de ceder al asegurador sus derechos sobre la cosa objeto del interés asegurado que haya sido recuperada.

### Seguro de Transporte Terrestres
En España el art. 54 de la Ley del contrato de seguro lo define como aquel contrato por el que el asegurador se obliga, dentro de los límites establecidos en la ley y en el contrato, a indemnizar los daños materiales que puedan sufrir con ocasión o consecuencia del transporte las mercancías porteadas, el medio utilizado u otros objetos asegurados.
En caso de transporte combinado se aplica la Ley del contrato de seguro si el trayecto terrestre es el principal. En otro caso se aplica la disciplina del transporte marítimo o aéreo.
La legitimación para la contratación del seguro se extiende al comisionista y a las agencias de transporte.
La cobertura comienza salvo pacto en contrario, desde que se entregan las mercan¬cías al porteador y termina cuando se entregan al destinatario en el punto de destino. Se puede pactar la extensión del seguro a los riesgos que afecten a las mercancías desde que salen del almacén o del domicilio de cargador hasta que entran en el almacén o domicilio del destinatario, e incluso cubrir el depósito transitorio de las mercancías y la inmovilización del vehículo o su cambio durante el viaje por incidencias propias del transporte.
Son características propias de este contrato de seguro:
- La póliza es normalmente flotante o de abono. Las primas se devengan por cada viaje o expedición con arreglo al porcentaje fijado en la póliza o en la tarifa aneja a la misma.
- Suele hacerse por cuenta propia o de quien corresponda, para traspasar de ese modo la seguridad o cualquier adquirente de las mercaderías durante el transporte.
- Es un seguro inspirado en el principio de universalidad del riesgo. Aunque normalmente las pólizas establecen exclusiones que recortan la amplitud de ese postulado.

La duración del contrato puede ser por tiempo determinado o por un viaje, estableciendo un plazo de caducidad de 6 meses para la reclamación de los daños con posterioridad al término del contrato.
Con respecto al pago de la indemnización, el asegurado no perderá su derecho a la indemnización del siniestro, cuando se haya alterado el medio de transporte, el itinerario o los plazos del viaje o este se haya realizado en tiempo distinto al previsto, en tanto la modificación no sea imputable al asegurado.
La indemnización del contrato se rige por las siguientes reglas:
- Se considerarán comprendidos en los gastos de salvamento los que fueren necesarios para realizar reexpedición de los objetos transportados asegurados.
- En caso de pérdida total del vehículo, el asegurado podrá abandonarlos al asegurador, si así se hubiese pactado.
- En defecto de estimación, la indemnización cubrirá, en caso de pérdida total, el precio que tuvieran las mercancías en el lugar y en el momento en que se encargan y, además, todos los gastos realizados para entregarlas al transpor¬tista y el precio del seguro si recayera sobre el asegurado.
- Cuando el seguro cubre a riesgos de mercancías que se destinen a la venta, la indemnización se regulará por el valor que las mercancías tuvieran en el lugar de destino.

Por último podemos señalar algunos seguros especiales de transporte, seguros que se practican en pólizas especiales:
- El seguro de transporte de valores: es el que recae sobre intereses relativos a efectos mercantiles o industriales, valores públicos, billetes de lotería o de Banco o documentos análogos.
- Seguro de transporte de paquetes: recae sobre intereses relativos a cosas cuidadosamente embaladas en paquetes o cajas precintadas, quedando la compañía responsable según el peso del paquete hasta una suma máximo.
- Seguro de vagones en tráfico: cubre los riesgos de destrucción, averías o daños directos que sufra el material asegurado, tanto en viaje como en estancia en las estaciones férreas, apartaderos, cocheras y recintos de los talleres de reparación.

### Seguro de Lucro Cesante
Se regula como aquel contrato de seguro por él que el asegurador se obliga, dentro de los límites establecidos en la ley y en el contrato, a indemnizar al asegurado la pérdida del rendimiento económico que hubiera podido alcanzarse en un acto o actividad de no haberse producido el siniestro descrito en el contrato.
Esta clase de seguro podrá celebrarse como contrato autónomo o añadirse como un pacto a otro de distinta naturaleza.
Este seguro cubre riesgos afectantes a una o varias operaciones lucrativas predeterminadas en la póliza, o recaer sobre la actividad de una empresa mercantil, asegurando la pérdida de beneficios y los gastos generales que el titular de aquella haya de seguir soportando cuando quede paralizada total o parcialmente, a consecuencia de acontecimientos determinados en el contrato.
En el supuesto de que coexistan un seguro de lucro cesante y otro de daños sobre el mismo objeto, pero con distinto asegurador, el asegurado deberá comunicar a cada uno de los aseguradores la existencia del otro seguro.
La indemnización a satisfacer según la ley, salvo pacto en contrario, será:
- La pérdida de beneficios que produzca el siniestro durante el plazo previsto en la póliza.
- Los gastos generales que continúen gravando al asegurado después de la producción del siniestro.
- Los gastos que sean consecuencia directa del siniestro.

Cuando el contrato solo tenga por objeto la pérdida de beneficios, las partes no podrán predeterminar el importe de la indemnización.

### Seguro de caución
La ley lo define como aquel contrato de seguro por el que el asegurador se obliga, en caso de incumplimiento por el tomador del seguro de sus obligaciones legales o contractuales, a indemnizar al asegurado a título de resarcimiento o penalidad de daños patrimoniales sufridos, dentro de los límites establecidos en la ley o en el contrato. Todo pago realizado por el asegurador deberá serle reembolsado por el tomador del seguro.
En definitiva es un contrato estipulado por el tomador para garantizar el cumplimiento de determinadas obligaciones que tiene contraídas con el asegurado.
Las modalidades de este seguro son: el seguro de afianzamiento de cantidades anticipadas para viviendas; seguro de caución a favor de la Administración pública, así como los que tienen origen contractual como por ejemplo los relativos a obras o los que se exigen para ejercer una profesión: corredor de seguros.
Ha habido algún sector doctrinal que le ha negado el carácter de seguro, atribuyéndole la naturaleza jurídica de un afianzamiento de seguro. Hoy la mayoría de la doctrina se inclina por señalar que estamos ante un contrato de seguro, cosa que se ha venido a reafirmar legalmente, al recogerlo la Ley como una modalidad del seguro de daños.

### Seguro de Crédito
Por el contrato de seguro de crédito el asegurador se obliga, dentro de los límites establecidos en la ley y en el contrato, a indemnizar al asegurado las pérdidas finales que experimente a consecuencia de la insolvencia definitiva de sus deudores.
Los casos en que se reputará existente la insolvencia definitiva del deudor será:
- Cuando haya sido declarado en quiebra mediante resolución judicial firme.
- Cuando haya sido aprobado judicialmente un convenio en el que se establezca una quita del importe.
- Cuando se haya despachado mandamiento de ejecución o apremio, sin que del embargo resulten bienes libres bastantes para el pago.
- Cuando el asegurado y el asegurador, de común acuerdo, consideren que el crédito resulta incobrable.

No obstante, transcurridos 6 meses desde el aviso del asegurado al asegurador del impago del crédito, éste abonará a aquel el 50% de la cobertura pactada, con carácter provisional y a cuenta de ulterior liquidación definitiva.
La cuantía de la indemnización se determinará según un porcentaje de la pérdida final, que habrá de establecerse en la póliza a cuyo efecto se añadirán al importe del crédito impagado los gastos originados por las gestiones de recobro, los gastos procesales y cualesquiera otros expresamente pactados. Dicho porcentaje no comprenderá los beneficios del asegurado, ni ser inferior al 50% de la pérdida final.
El seguro de crédito se introdujo en España en 1929, a través de la fundación de Crédito y Caución. La ley de Presupuestos para 1990 liberalizó la contratación de los riesgos de crédito a la exportación, que pueden ser cubiertos por cualquier entidad de seguros autorizada para operaciones en el ramo del seguro de crédito y en el de caución, manteniendo el Estado la asunción de determinados riesgos: prospecciones de mercado, asistencia a ferias, diferencias de cambio, garantías bancarias, obras y trabajos en el extranjero, inversiones en el exterior, créditos al comprador en divisas y otros que puedan cubrirse en moneda extranjera.

### Seguro de Responsabilidad Civil
Por el seguro de responsabilidad civil el asegurador se obliga, dentro de los límites establecidos en la ley y en el contrato, a cubrir el riesgo del nacimiento a cargo del asegurado de la obligación de indemnizar a un tercero los daños y perjuicios causados por un hecho previsto en el contrato de cuyas consecuencias sea civilmente responsable el asegurado, conforme a derecho.
Pero, a pesar de la denominación, no toda responsabilidad civil va a ser objeto de cobertura. Así queda excluida la responsabilidad civil derivada del dolo del asegurado. Solo se asegura la responsabilidad nacida de la culpa o la responsabilidad derivada de daños causados accidental o involuntariamente a cosas o personas. Al mismo tiempo cubre más allá de los límites de la propia responsabilidad civil, dejando a cargo de la compañía los gastos judiciales correspondiente a la defensa del asegurado, previa reserva de que dicha defensa se haga con letrados y peritos nombrados por ella.
El asegurador queda obligado siempre a asumir la deuda del asegurado hasta el límite máximo de su garantía (suma asegurada), o limitadamente, si el seguro se pactó en esta forma.
El asegurado además de pagar la prima y notificar el siniestro al asegurador, en esta modalidad se le impone otras obligaciones:
1. Dejar al asegurador la dirección de las gestiones y defensa del asegurado en el terreno judicial o extrajudicial.
2. Abstenerse de reconocer en cualquier forma su responsabilidad.
3. Cooperar en las gestiones que en relación con el siniestro le indique el asegurador.

Su incumplimiento, normalmente, lleva aparejado la pérdida de sus derechos por el asegurado.
La prestación del asegurador consiste en pagar, dentro de los límites del contrato, la indemnización pecuniaria que el asegurado haya de satisfacer en concepto de responsable civil al tercero dañado. El titular del derecho es el asegurado, y no el tercero, que no es parte del contrato.
El perjudicado tendrá acción directa contra el asegurador para exigir el cumplimiento de la obligación de indemnizar, acción que pasa a sus herederos.
El asegurador tiene acción para repetir contra el asegurado en el caso de que sea debido a conducta dolosa de éste, el daño o perjuicio causado al tercero.

### Seguro de Defensa Jurídica
Esta modalidad se incorpora a la legislación española por la ley de 19 de diciembre de 1990. Se define como aquel contrato por el que el asegurador se obliga a hacerse cargo de los gastos en que pueda incurrir el asegurado como consecuencia de su intervención en un procedimiento administrativo, judicial o arbitral y a prestarle los servicios de asistencia judicial o extrajudicial derivados de la cobertura del seguro.
Quedan fuera de la cobertura de este seguro: el pago de multas como indemnización de los gastos que origine las posibles sanciones impuestas al asegurado por las autoridades administrativas o judiciales, tampoco se aplicará a la defensa jurídica demandada del seguro de responsabilidad civil, o de la defensa jurídica de asistencia en viaje o la que se ocupa de litigios o riesgos por el uso de buques o embarcaciones marítimas.
La ley exige que la póliza recoja el derecho a la libre elección de abogado y procurador y se prevea un procedimiento para dirimir las divergencias entre asegurador y asegurado.

### Seguros por Grandes Riesgos
Se consideran grandes riesgos según la Ley:
1. Los de vehículos ferroviarios, vehículos aéreos, marítimos, lacustres y fluviales, mercancías transportadas, la responsabilidad civil en vehículos aéreos, marítimos, lacustres y fluviales.
2. Los de crédito y de caución cuando el tomador ejerza a título profesional una actividad industrial, comercial o liberal y el riesgo se refiera a dicha actividad.
3. Los de vehículos terrestres no ferroviarios, incendios y elementos naturales, otros daños a los bienes, responsabilidad civil en vehículos terrestres, respon¬sabilidad civil en general y perdidas pecuniarias cuando superen los límites establecidos en la Ley.

### Otros Seguros de daños no recogidos en la L.C.S.
- Seguros agrarios: comprenden diferentes seguros que protegen contra el riesgo que amenacen a los intereses agropecuarios y forestales. Así:
  - Agrícolas: pedrisco, incendio, sequía, heladas, inundaciones... etc.
  - Pecuarios: muerte, sacrificio obligatorio e inutilización o perdida de la función específica del ganado a consecuencia de accidente, enfermedad o epizoofia.
  - Forestales: incendio, gastos de trabajo de extinción e indemnización a personas accidentadas en el mismo.
- Seguro obligatorio de automóviles, el seguro de vehículos: se practica con arreglo a tres modelos fundamentales:
  - Seguro combinado de incendio, robo y daños al propio coche.
  - Seguro de responsabilidad civil derivada de daños causados por el vehículo a terceras personas o cosas de terceros.
  - Seguro a todo riesgo: abarca los riesgos de los dos anteriores.
- El seguro de responsabilidad nuclear: cubre los riesgos inherentes al empleo pacífico de la energía nuclear.
- El seguro de responsabilidad civil del cazador: cubre la obligación de todo cazador con armas de reparar los daños causados con estas a las personas, con ocasión de la acción de cazar. Está regulado por el Real Decreto 63/1994.[1]

#### Características del seguro obligatorio
El seguro obligatorio se caracteriza por que:
- Es un seguro obligatorio (por la ley) pero a su vez compatible con cualquier otro que se pacte libremente.
- Cubre la responsabilidad civil derivada de la obligación de todo conductor de un vehículo de motor de reparar los daños causados a las cosas con motivo de la circulación del vehículo y danos corporales a la terceras personas.
- El ámbito de este seguro cubre la obligación de pagar gastos médicos o corporales causados a las personas por hechos de la circulación. Quedan exceptuados los daños sufridos por el asegurado y el conductor del vehículo y la cobertura se practica dentro de una serie de condiciones y límites máximos por persona recogidos en las normas.